# خصيبة
مركز خصيبة هي إحدى بلدان منطقة القصيم في الجهة الشمالية وتبعد عن مدينة بريدة بحوالي 77 كم 

## التاريخ
مركز خصيبة تقع في قلب محافظة الأسياح وهي الأكبر والأكثر نموا في المنطقة، أسسها ذعار بن حماد الفريدي الحربي عام 1338 هجرية.
تتبع الخصيبة لمحافظة الأسياح التي تتبع بدورها لإمارة منطقة القصيم، ويقطنها أكثر من 10000 نسمة من الفرده من قبيلة حرب ويرأس مركزها غازي بن علي بن ذعار بن حماد الفريدي. ويمر بها وادي (شعيب) الخصيبة الذي يتجاوز طوله 8 كيلومترات حيث يعتبر الرافد الرئيسي للزراعة هناك، كما أن سوق الأغنام في خصيبة يشكل مع الأراضي الزراعية رافدين اقتصاديين مهمين للمدينة، أما الرافد الثالث فهو الشارع التجاري الذي يتوسطها (طريق الملك عبد العزيز) حيث يعتبر شريانا مهما فيها.

## امارتها في بداية تأسيسها
خصيبه سُميت بهذا الاسم نسبة لخصوبة أرضها وقد تأسست تقريباً عام 1338هـ وهي إقطاعية، من الملك عبد العزيز إلى الأمير ذعار ابن حمّاد وقد تولى إمارتها الأمير ذعار ابن حمّاد والأمير ذعار بن حماد ساهم في كل المعارك التي خاضها الملك عبد العزيز ال سعود في توحيد البلاد وهناك الكثير من المراسلات بين الملك عبد العزيز والأمير ذعار ابن حمّاد إلى عام 1385هـ وثم تولى إمارتها الشيخ علي بن ذعار بن حماد من عام 1385هـ إلى 1434هـ وثم الآن الشيخ غازي بن علي بن حماد أمير خصيبة

### النهضة العمرانية
قامت حكومة خادم الحرمين بتوفير جميع البنية التحتية المتميزة من حيث السفلتة والإنارة والتشجير ووجود المدارس للبنين والبنات (ابتدائي ومتوسط وثانوي)، كما أن القروض المتواصلة من صندوق التنمية العقاري قد أكمل الخطوط المهمة لقيام مئات المساكن المتميزة في خصيبة.
كما انها المركز الأكبر من حيث عدد السكان والتجارة

## السكان
يبلغ عدد سكان مدينة خصيبة حوالي 10,000 الاف نسمة.

## الموقع الجغرافي
تقع خصيبة شمال منطقةالقصيم تبعد خصيبة عن مدينة بريدة حوالي 77 كم.وتبعد عن محافظة الأسياح حوالي.17 كم.

## المناخ
المناخ قاري صحراوي، حار جاف صيفًا بارد مُمطر شتاء، وتبلغ درجة الحرارة صيفًا 45°م، وفي الشتاء تصل 3- مادون الصفر ومتوسط سقوط المطر 145 ملم.

## وصلات خارجية
- بلدية محافظة الأسياح